# The Crosby Boys
The Crosby Boys – amerykańska grupa wokalna, popularna w latach 50. i 60. XX wieku, występująca przede wszystkim w klubach nocnych i telewizji.

## Kariera i rozpad grupy
Czterej bracia: Gary Crosby (1933–1995), Phillip Crosby (1934–2004), Dennis Crosby (1934–1991) i Lindsay Crosby (1938–1989), byli synami popularnego piosenkarza i aktora Binga Crosby'ego (1903–1977) oraz jego pierwszej żony Dixie Lee (1909–1952). Początkowo śpiewali w programach radiowych razem z ojcem. W 1950 roku nagrali wraz z nim album EP A Crosby Christmas, który znalazł się na 22 miejscu listy przebojów w grudniu 1950 roku. Wkrótce postanowili założyć własną grupę wokalną The Crosby Boys. Została ona zaprezentowana na okładce czasopisma Life 15 września 1958 roku. Później bracia pojawili się w The Phil Silvers Show 14 listopada 1958 roku i wystąpili w Tucson w stanie Arizona w 1959. Nadal z dużą popularnością występowali w miejscach takich jak Sahara w Las Vegas czy klub nocny El Maroko w Montrealu. Jednak po jednym z występów w grudniu 1959 roku, bracia pokłócili się między sobą, a Gary Crosby opuścił grupę. Phillip, Dennis i Lindsay postanowili kontynuować karierę bez brata. 29 lutego 1960 roku wystąpili w The Bing Crosby Show, a Bing zajął miejsce Gary'ego w tym występie i zaśpiewał razem z synami utwór Joshua Fit the Battle of Jericho. W kwietniu 1960 roku wydali swój pierwszy album dla firmy ojca, Project Records, który został wydany przez MGM Records. Nosił on tytuł The Crosby Brothers – Dennis – Philip – Lindsay Crosby i zyskał dużą popularność. Aby promować swój album, bracia pojawili się w programie I've Got a Secret i wykonali utwór I Can't Give You Anything but Love. Wystąpili w kilku programach telewizyjnych takich jak Perry Como's Kraft Music Hall (dwa razy), The Ed Sullivan Show (cztery razy) i oczywiście The Bing Crosby Show (dwukrotnie). The Crosby Boys zawiesili karierę, gdy Lindsay Crosby w lipcu 1962 roku miał wypadek w Juárez w Meksyku i musiał spędzić kilka tygodni w szpitalu. Phillip postanowił rozpocząć karierę solową i miał udział w kilku filmach, a także w jednym z odcinków Ben Casey. Wystąpił także gościnnie w The Bob Hope Christmas Special 17 stycznia 1964 roku. Lindsay i Dennis postanowili opuścić show-biznes.

## Dyskografia

### Single
- 1961: Dinah
- 1961: The Green Grass Grows All Around
- 1961: Tennessee Twist
- 1961: A Little Bitty Tear (Let Me Down)
- 1961: The Call Of Summer
- 1961: Say Your Heart Belongs To A Soldier

### Albumy
- 1950: A Crosby Christmas (EP) – z Bingiem Crosbym (nie jako grupa wokalna)
- 1960: The Crosby Brothers – Dennis – Philip – Lindsay Crosby
- 2000: Presenting the Crosby Brothers